# Општина Хородничени (Сучава)
Хородничени (рум. Horodniceni) општина је у Румунији у округу Сучава.
Oпштина се налази на надморској висини од 344 m.